# Buergersiochloa bambusoides
Buergersiochloa bambusoides Pilg., 1914 è una specie di  bambù appartenente alla famiglia Poaceae, endemico della Nuova Guinea. È l'unica specie del genere Buergersiochloa Pilg., 1914 e della sottotribù Buergersiochloinae (S.T.Blake) L.G.Clark & Judz, 2007.

## Etimologia
Il nome generico (Buergersiochloa) è stato dato in onore di Th. Buergers (1881–?), fisico ed educatore tedesco. L'epiteto specifico (bambusoides) deriva da un nome vernacolare malese.
Il nome scientifico della specie è stato definito dal botanico germanico Robert Knud Friedrich Pilger (1876-1953) nella pubblicazione "Botanische Jahrbücher für Systematik, Pflanzengeschichte und Pflanzengeographie. Leipzig" (Bot. Jahrb. Syst. 52(1-2): 168. 1914) del 1914. Il genere è stato definito sempre dallo stesso botanico e nella stessa pubblicazione. La sottotribù è stata definita dai botanici contemporanei Lynn G. Clark (1956-) e Emmet J. Judziewicz (1953-) nella pubblicazione "Aliso. a series of papers on the native plants of California" (Aliso 23: 311. 2007) del 2007.

## Descrizione

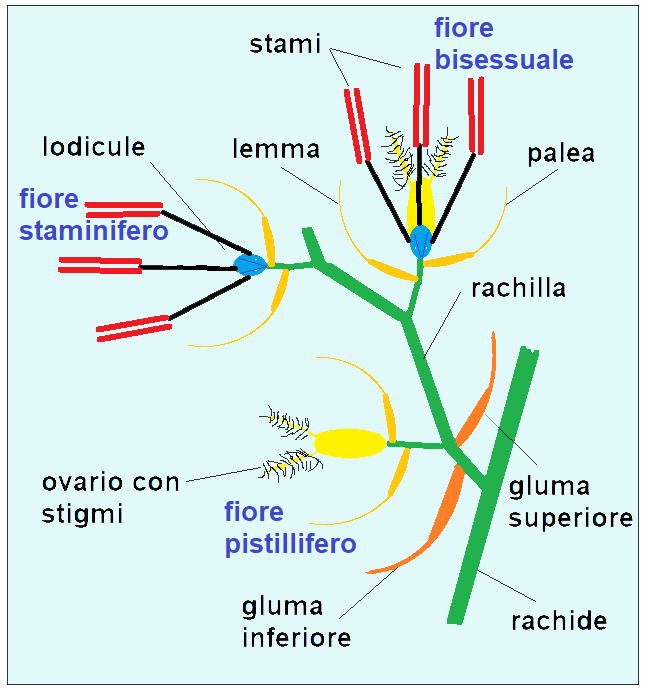
Spighetta generica con tre fiori diversi

### Portamento
Il portamento delle specie di questa sottotribù è erbaceo perenne o cespitoso. I rizomi sono corti. I culmi sono dimorfici: gli steli vegetativi sono fogliosi, quelli fiorali hanno le foglie fortemente ridotte o del tutto mancanti. Altezza massima 60 – 100 cm.

### Foglie
Le foglie lungo il culmo sono disposte in modo alterno, sono distiche e si originano dai vari nodi. Sono composte da una guaina (in cima alla guaina sono presente delle fimbrie), una ligula (membranosa e cigliata) e una lamina. La forma della lamina varia da lanceolata a ovata con apice fogliare acuto o acuminato. Le venature sono parallelinervie e quelle trasversali sono ben distinte. Sono presenti degli pseudo-piccioli. Dimensioni della lamina: larghezza 14 – 55 mm; lunghezza 6,5 – 27 cm.

### Infiorescenza
- Infiorescenza principale (sinfiorescenza o semplicemente spiga): le infiorescenze, ascellari e terminali, sono per lo più ramificate ed hanno la forma di una grande pannocchia aperta. Le spighette si trovano su un culmo senza foglie separato dal culmo vegetativo. Le infiorescenze sono monoiche: con spighette maschili e femminili nella stessa infiorescenza entrambe pedicellate (i pedicelli sono pubescenti). Quelle femminili sono distali, quelle maschili sono prossimali. Lunghezza dell'infiorescenza: 7 – 21 cm.
- Infiorescenza secondaria (o spighetta): le spighette, con forme lanceolate e compresse dorsoventralmente, sono formate da un solo fiore senza estensione della rachilla e sono sottese da due brattee chiamate glume (inferiore e superiore), generalmente più grandi del fiore. Alla base di ogni fiore sono presenti due brattee: la palea e il lemma entrambe membranose. A maturità la disarticolazione avviene sotto ogni fiore fertile.

- Spighette pistillifere: le glume sono due e più corte dei fiori e sono persistenti ed hanno delle forme ellittiche con apici ottusi; il lemma, molto lungo, pubescente e con forme ellittiche, è coriaceo ma non indurito e privo di punte; la palea ha delle forme ovate e ha un portamento strettamente contorto attorno al fiore.
- Spighette staminali: le spighette staminali generalmente sono prive di glume; i lemmi sono mucronati e appuntiti

I fiori fertili sono attinomorfi formati da 3 verticilli: perianzio ridotto, androceo  e gineceo.
- Formula fiorale:[9]

- , P 2, A (1-)3(-6), G (2–3) supero, cariosside.

- Il perianzio è ridotto e formato da tre lodicule, delle squame, poco visibili (forse relitto di un verticillo di 3 sepali).
- L'androceo è composto da 2 - 3 stami ognuno con un breve filamento libero (si fondono in un tubo all'antesi), una antera e due teche. Le antere sono basifisse con deiscenza laterale. Il polline è monoporato. Nelle spighette pistillifere sono presenti tre staminoidi.
- Il gineceo è composto da 3-(2) carpelli connati formanti un ovario supero. L'ovario, glabro, ha un solo loculo con un solo ovulo subapicale (o quasi basale). L'ovulo è anfitropo e semianatropo e tenuinucellato o crassinucellato. Lo stilo, breve, è unico con due stigmi papillosi.

### Frutti
I frutti sono del tipo cariosside, ossia sono dei piccoli chicchi indeiscenti, ovoidali o subglobosi, nei quali il pericarpo è formato da una sottile parete che circonda il singolo seme. In particolare il pericarpo, carnoso e succulento, è fuso al seme ed è aderente. L'endocarpo non è indurito e l'ilo è lungo e lineare. L'embrione è provvisto di epiblasto. I margini embrionali della foglia si sovrappongono. La fessura scutellare è assente.

## Biologia
- Impollinazione: in generale le erbe delle Poaceae sono impollinate in modo anemogamo. Gli stigmi piumosi sono una caratteristica importante per catturare meglio il polline aereo.
- Riproduzione: la fecondazione avviene fondamentalmente tramite l'impollinazione dei fiori (vedi sopra).
- Dispersione: i semi cadendo (dopo aver eventualmente percorso alcuni metri a causa del vento –dispersione anemocora) a terra sono dispersi soprattutto da insetti tipo formiche (mirmecoria).

## Distribuzione e habitat
È una rara specie dalla costa settentrionale delle foreste pluviali delle isole indonesiane, della Nuova Guinea e Papua Nuova Guinea.

## Tassonomia
La famiglia delle Poacee comprende circa 800 generi e oltre 9.000 specie. È una delle famiglie più numerose e più importanti del gruppo delle monocotiledoni. La famiglia è suddivisa in 12 sottofamiglie, la specie di questa voce è descritta al'interno della sottofamiglia Bambusoideae (tribù Olyreae, sottotribù Buergersiochloinae).

### Filogenesi
Per questa specie è indicata la seguente sinapomorfia: gli steli fiorali hanno le foglie fortemente ridotte o del tutto mancanti. Inoltre la struttura epidermica delle foglie e l'anatomia delle loro parti interne sono insolite e non sono simili a quella delle altre specie delle Bambusoideae. Inoltre manca dei caratteristici corpi di silice delle specie della sottotribù Parianinae e Olyrinae. Con la sottotribù Parianinae condivide la presenza di fimbrie sulla cima della guaina delle foglie e con il genere Ekmanochloa (sottotribù Olyrinae) un lungo lemma nelle spighette femminili.
All'interno della tribù Olyreae la specie Buergersiochloa bambusoides, in base alle ultime analisi di tipo filogenetico, potrebbe essere la più "basale" della tribù. Altre prove molecolari indicano che Buergersiochloa è "gruppo fratello" di Olyrinae.